# Пахнино
Пахнино — деревня в Добрянском районе Пермского края. Входит в состав Сенькинского сельского поселения.

## Географическое положение
Деревня расположена на берегу Камского водохранилища, к востоку от административного центра поселения, села Сенькино.

## Население
| 2010 |
| ---- |
| 2    |

## Улицы
- Речников ул.

## Топографические карты
- Лист карты O-40-53 Доьрянка. Масштаб: 1 : 100 000. Издание 1977 г.